# Instituto Psiquiátrico Heitor Carrilho
O Instituto Psiquiátrico Heitor Carrilho (também conhecido historicamente como Manicômio Judiciário do Rio de Janeiro) é uma instituição localizada na cidade do Rio de Janeiro, voltada ao tratamento e à custódia de pessoas consideradas inimputáveis em razão de transtornos mentais e que tenham cometido infrações penais. Criado oficialmente na década de 1920 como parte do sistema manicomial judiciário brasileiro, o instituto teve papel central na institucionalização da interface entre saúde mental e justiça criminal no Brasil.

## História
A origem do Instituto remonta às primeiras décadas do século XX, em um contexto de transição entre o antigo modelo do Hospício Pedro II e novas concepções médico-legais de periculosidade. A fundação do Manicômio Judiciário foi impulsionada por um surto de demandas por institucionalização de indivíduos com distúrbios mentais ligados a crimes, consolidando uma lógica de segregação e contenção. Essa política culminou na criação do Instituto em 1921, sendo seu modelo inspirado em instituições similares da Europa.
Um evento marcante na história do manicômio foi a Revolta dos Loucos (1920), que revelou as precárias condições de confinamento e a violência institucional a que eram submetidos os internos. O levante serviu como catalisador para a criação de novas estruturas manicomiais com perfil mais disciplinar e jurídico, como o Heitor Carrilho.

### Perfil Institucional
Durante décadas, o Instituto foi gerido sob uma lógica de custódia e neutralização da periculosidade. Misturava funções de hospital psiquiátrico com características prisionais, especialmente voltadas a indivíduos com medida de segurança determinada pelo sistema judicial. O discurso médico-legal consolidado em torno da “periculosidade do louco infrator” fundamentou o modelo terapêutico institucional até o final do século XX.
Segundo a pesquisa de Isabela Dias Ferreira, o modelo do Heitor Carrilho exemplifica a sobreposição entre saber psiquiátrico e práticas punitivas, reiterando um modelo de internação de longa duração com baixos índices de reinserção social. As decisões de alta médica frequentemente esbarravam em barreiras legais, levando à manutenção de pacientes muito além do necessário.
O discurso jurídico-psiquiátrico vigente sustentava que a internação prolongada era justificada por um conceito de "periculosidade" que, apesar de pouco definido clinicamente, mantinha força normativa. Internos do Heitor Carrilho, mesmo com laudos de alta médica, permaneciam detidos por décadas em virtude de pareceres judiciais ou ausência de suporte externo.

## Críticas e Transformações
A partir dos anos 2000, o Instituto passou a ser alvo de críticas crescentes por parte de defensores dos direitos humanos, organizações da sociedade civil e acadêmicos da área de saúde coletiva e direito. Segundo Amarante e Torre, o modelo de internação compulsória para pessoas com sofrimento psíquico infrator revela impasses entre o campo jurídico e o campo da saúde mental, muitas vezes contrariando os princípios da Reforma Psiquiátrica brasileira.
Em março de 2023, a Defensoria Pública do Estado do Rio de Janeiro obteve uma liminar que proibiu novas internações no Instituto Heitor Carrilho. A decisão judicial considerou denúncias de violação de direitos humanos, superlotação, estrutura física precária e permanência indevida de pacientes já liberados clinicamente.
A decisão judicial se baseou em inspeções que evidenciaram a total inadequação do espaço para fins terapêuticos, confirmando que o Instituto operava sob lógica punitiva e segregacionista, destoando das diretrizes da saúde mental estabelecidas pela Lei da Reforma Psiquiátrica (Lei 10.216/2001).

## Atualidade
Nos últimos anos, o Instituto Psiquiátrico Heitor Carrilho tem sido progressivamente esvaziado e desativado enquanto espaço de internação psiquiátrica. Os debates atuais giram em torno da construção de alternativas não-manicomiais para o tratamento de pessoas com transtornos mentais em conflito com a lei, tais como o acompanhamento psicossocial em liberdade, programas de justiça terapêutica e medidas de responsabilização comunitária.
O caso do Instituto é frequentemente citado como exemplo emblemático da persistência de estruturas manicomiais no sistema de justiça brasileiro. Conforme aponta Moreira, a intersecção entre loucura e crime ainda opera sob lógicas de exclusão, mesmo diante de reformas legais e sanitárias significativas.